# Seamless Distribution
Seamless Distribution AB, grundat 2001 och baserat i Stockholm, är leverantör av SEQR, ett betalsystem för mobiltelefoner och är även teknikleverantör och distributör av kontantkort.
Under perioden januari – december 2014 var omsättningen 144 miljoner kronor och förlusten 137 miljoner kronor.

## Ägare
Seamless noterades publikt för första gången på First North år 2006. I slutet av maj 2012 godkände Nasdaq OMX Stockholms bolagskommitté Seamless ansökan om listning. Den 13 juni 2012 började därefter aktien att handlas
Seamless har över 3000 aktieägare. De största ägarna bakom bolaget är idag Danske Invest Fonder med 14,24%, Kinnevik med 10,10% samt Fredell & Co AB som kontrollerar 6,81% av aktierna.

Företaget bytte handelsplats från Stockholmsbörsens First North till Nordic Growth Market SME den 8 januari 2024.